# Éric Djemba-Djemba
Pour les articles homonymes, voir Djemba.
Éric Djemba-Djemba, né le 4 mai 1981 à Douala (Cameroun), est un footballeur international camerounais.

## Biographie
Éric Djemba-Djemba a commencé le football dans son quartier d'origine, celui de New Deïdo à Douala. Il jouait dans l'équipe MiniPrix, du nom de la boutique de sa sœur.
Il est ensuite entré au centre de formation de Rail puis des Brasseries du Cameroun où il a été entraîné par Djonkep Bonaventure. En 1994, il s'engage pour la Kadji Sports Academy où il passe 4 saisons.

### La révélation à Nantes
En 1998, il tente sa chance en Europe et décide de passer des tests dans différents centres de formations (Girondins de Bordeaux, FC Nantes). C'est finalement avec Nantes qu'il s'engage. Il va être entraîné par d'anciens joueurs nantais comme Serge Le Dizet où Loïc Amisse. Il joue pendant 2 ans en réserve et fait ses débuts le 19 septembre 2001 face à l'Olympique lyonnais (défaite 1-4). La semaine suivante, il joue son premier match en Champions League contre la Lazio (victoire 4-1).
Ses performances sont remarquées et il fait une ascension rapide qui va vite le mener en équipe nationale camerounaise.

### L'exil en Angleterre
En 2003, il quitte le club de la Loire-Atlantique pour se lancer dans l'un des clubs les plus prestigieux d'Europe : Manchester United. Le montant du transfert est estimé à £3,500,000 (4,8 millions d'euros). Seulement le challenge est trop lourd. Son style de jeu ultra agressif n'est pas adapté à la Premier League et la star montante va vite perdre une année qui va le mener à Aston Villa.
Il est transféré à Aston Villa pour £1,500,000 (2 millions d'euros) et il n'arrive pas à trouver une place dans le schéma de David O'Leary puis de Martin O'Neill. Après une blessure (claquage à la cuisse), il est relégué sur le banc des remplaçants et n'entre plus dans les plans de l'entraîneur. Il n'accepte plus cette situation et entre en conflit avec son entraîneur. En janvier 2007, il est prêté à Burnley FC, en Football League Championship, pour une période de 6 mois. Il joue 15 matchs et le club finit 15e. De retour de prêt, Aston Villa le libère de son contrat.

### Exil au Qatar
Il s'engage ensuite à l'été 2007 avec le Qatar SC pour une saison. Il retrouve la confiance en jouant 26 des 27 matchs de championnat et marque quelques buts.
En février 2008, France Football relayé par des journaux camerounais du 25 février révèlent que le joueur a été déclaré en faillite personnelle. Il devrait 600.000 € au fisc anglais. Selon Eric Djemba Djemba, cette campagne de dénigrement est due à son ancien agent qui souhaite le salir.

### Retour en Europe
Le 16 juillet 2008, il s'engage avec le club danois d'Odense pour 3 ans dans le but de relancer sa carrière. En 2010, il est transféré à West Bromwich Albion, promu en Premier League pour un montant de 2,5 millions d'euros mais, après la visite médicale, le club décide de ne plus engager le joueur sans en donner la raison. D'après les dires du joueur, le club aurait essayé de profiter d'une blessure récente pour faire baisser en vain le prix du transfert, Éric reste donc au Danemark.

## Statistiques
- Formé à la  Kadji Sports Academy
- 2001-2002 :  FC Nantes (14 matchs, 0 but + 8 matchs de C1)
- 2002-2003 :  FC Nantes (28 matchs, 1 but)
- 2003-2004 :  Manchester United (15 matchs + 4 matchs de C1 et un but)
- 2004-janvier 2005 :  Manchester United (5 matchs + 5 matchs de C1)
- janvier à juin 2005 :  Aston Villa (6 matchs)
- 2005-2006 :  Aston Villa (4 matchs)
- 2006-janvier 2007 :  Aston Villa (1 matchs)
- janvier à juin 2007 :  Burnley (prêt) (15 matchs)
- 2007-2008 :  Qatar SC (26 matchs, 3 buts)
- 2008-2012 :  OB Odense (101 matchs, 3 buts + 22 matchs de C3)

## Palmarès
- Coupe Intertoto:
  - Demi-finale en 2003 (FC Nantes).
- FA Challenge Cup :
  - Vainqueur en 2004 (Manchester United).
- Coupe des confédérations :
  - Finaliste en 2003 ( Cameroun)
- Coupe d'Afrique des nations :
  - Vainqueur en 2002 ( Cameroun).
  - Quart de finaliste en 2004 et en 2006 ( Cameroun).